# 小塚逸夫 (政治家)
小塚 逸夫（こづか いつお、旧字体：小塚󠄁 逸󠄁夫、1851年4月14日〈嘉永4年3月13日〉 - 1898年〈明治31年〉3月1日）は、明治時代の愛知県で活動した政治家、実業家である。政界では愛知県会議員・同議長を務め、実業界では名古屋で名古屋電気鉄道や愛知電灯を起業した。

## 経歴
嘉永4年3月13日（新暦：1851年4月14日）、小塚直道の長男として生まれた。幼名は好太郎。小塚家は尾張国中島郡上祖父江村（現・愛知県一宮市上祖父江）の家で、祖父の直持は川村正雄（田中道麿門下）や本居大平に師事した国学者であった。
1880年（明治13年）10月、第2回愛知県会議員選挙に中島郡選挙区より当選し初めて県会議員となった。県会選挙にはその後1884年（明治17年）5月、1888年（明治21年）1月、1892年（明治25年）4月、同年10月と連続当選し、1896年（明治29年）3月一旦辞任したものの同年4月の選挙で復帰した。同年8月再び辞任しており、県会議員在任は通算15年11か月であった。この間、1886年（明治19年）11月と1888年1月の2度にわたり県会郡部会の副議長に選ばれ、1890年（明治23年）11月には郡部会議長および常設委員に選任。そして1892年11月1日より1896年3月にかけて県会議長を務めた。県会議長としては濃尾地震後の県財政処理に尽力した。
長年県会に籍を置いた小塚であるが、他方で常に実業界での活躍を志していたという。そこで1887年より自宅付近一帯に貯木場を整備して材木商を開業したが、震災や水害が相次ぎ5年余りで廃業を余儀なくされた。次いで小塚は名古屋の市内鉄道敷設に取り組んだ。県会議員の岡本清三・堀尾茂助と連名で馬車鉄道敷設を出願し、1894年（明治27年）3月軌道敷設の特許を取得。同年6月、愛知馬車鉄道株式会社の発足とともに自ら初代の取締役社長に就いた。また濃尾地震を機に電灯需要が増加した機に乗じて電力会社の起業も試み、自ら主唱者となって県会議員や名古屋市会議員から有志を集め、既存会社名古屋電灯に不満を持つ大須の遊廓「旭廓」の関係者をも糾合して1894年3月に新会社愛知電灯株式会社を立ち上げ、専務取締役（社長不在）に就任した。
開業は愛知電灯が早く、1894年12月より大須旭廓をはじめ名古屋市内の一部に配電を始めた。愛知電灯の参入によって5年早く開業していた名古屋電灯との間で競争が発生したものの、1年ほど経つと技術的・経営的不安が大きいとして競合を避けるべきという声が業界内で大きくなり、京都電灯社長大澤善助が合併の斡旋を始めた。その結果、1896年4月に愛知電灯は名古屋電灯に吸収されて消滅。合併に伴い愛知電灯関係者は名古屋電灯の経営陣に加えられ、中でも小塚は名古屋電灯の取締役会長に選ばれた。以後、会長には取締役ごと辞任する1898年（明治31年）1月まで在職している。
馬車鉄道の方は早期に開業できず、1896年6月になって電気軌道（路面電車）への変更が認められて社名も愛知馬車鉄道から名古屋電気鉄道へと改められた。開業に向けた目途がついた1897年1月、名古屋電気鉄道では小塚を残して会社設立以来の取締役が辞職し、同社の後援者にもなっていた大澤善助などが新取締役に就任。2月になって社長も小塚から白石半助に交代した。小塚はその後も取締役には留まったが同年7月監査役へと異動する。電気軌道の敷設工事は翌1898年（明治31年）3月には完成、6日から電車の試運転が始まったものの、小塚は工事のころから病臥しており、試運転を目前に控えた1898年3月1日に死去した。46歳没。